# Rhyacophila cupressorum
Rhyacophila cupressorum là một loài Trichoptera trong họ Rhyacophilidae. Chúng phân bố ở miền Cổ bắc.